# The Checkers (banda dos Estados Unidos)
The Checkers (o jogo de damas, em tradução) foi um grupo vocal estadunidense de doo-wop formado em 1952 em Nova York por Bill Brown para concorrer com The Dominoes.

## Histórico
O grupo original chamava-se apenas Checkers e era amador, formado por fãs de The Dominoes, e fazia pequenas festas e apresentações nas ruas até que Irwin Williams, seu criador, se juntou a Charlie White e Bill Brown, que havia saído dos Dominoes e passou a ser The Checkers.
A formação original tinha John Carnegie, que chegou a participar de algumas gravações mas, como ainda era estudante e seu pai era contra que seguisse carreira artística, nunca entrou realmente como componente; o grupo era, então formada por Bill Brown, Charlie White, Buddy Brewer e Irwin "Teddy" Williams.
Após emplacar alguns sucessos nas paradas, em 1954 o grupo se desintegrou; algumas gravações foram relançadas nos anos seguintes, até a década de 1960.